# Кантри-Клаб (Флорида)

## География
По данным Бюро переписи населения США статистически обособленная местность Кантри-Клаб имеет общую площадь в 11,65 квадратного километра, из которых 11,14 кв. километра занимает земля и 0,52 кв. километра — вода. Площадь водных ресурсов округа составляет 4,46 % от всей его площади.
Статистически обособленная местность Кантри-Клаб расположена на высоте 1 м над уровнем моря.

## Демография
| Год переписи        | Нас.  |  | %±     |
| ------------------- | ----- |  | ------ |
| 1990                | 3408  |  | —      |
| 2000                | 36310 |  | 965,4% |
| 1990–2000 Источник: |       |  |        |

По данным переписи населения 2000 года в Кантри-Клаб проживало 36 310 человек, 9338 семей, насчитывалось 12 917 домашних хозяйств и 13 782 жилых дома. Средняя плотность населения составляла около 3116,74 человека на один квадратный километр. Расовый состав населённого пункта распределился следующим образом: 63,54 % белых, 22,01 % — чёрных или афроамериканцев, 0,23 % — коренных американцев, 2,21 % — азиатов, 0,06 % — выходцев с тихоокеанских островов, 4,70 % — представителей смешанных рас, 7,25 % — других народностей. Испаноговорящие составили 60,32 % от всех жителей статистически обособленной местности.
Из 12 917 домашних хозяйств в 41,3 % воспитывали детей в возрасте до 18 лет, 48,3 % представляли собой совместно проживающие супружеские пары, в 18,2 % семей женщины проживали без мужей, 27,7 % не имели семей. 19,9 % от общего числа семей на момент переписи жили самостоятельно, при этом 2,5 % составили одинокие пожилые люди в возрасте 65 лет и старше. Средний размер домашнего хозяйства составил 2,80 человека, а средний размер семьи — 3,23 человека.
Население статистически обособленной местности по возрастному диапазону по данным переписи 2000 года распределилось следующим образом: 27,2 % — жители младше 18 лет, 10,8 % — между 18 и 24 годами, 38,4 % — от 25 до 44 лет, 17,5 % — от 45 до 64 лет и 6,2 % — в возрасте 65 лет и старше. Средний возраст жителей составил 30 лет. На каждые 100 женщин в Кантри-Клаб приходилось 90,3 мужчины, при этом на каждые сто женщин 18 лет и старше приходилось 85,1 мужчины также старше 18 лет.
Средний доход на одно домашнее хозяйство статистически обособленной местности составил 56 272 доллара США, а средний доход на одну семью — 56 353 доллара. При этом мужчины имели средний доход в 31 018 долларов США в год против 24 901 доллар среднегодового дохода у женщин. Доход на душу населения статистически обособленной местности составил 56 272 доллара в год. 10,9 % от всего числа семей в населённом пункте и 13,1 % от всей численности населения находилось на момент переписи населения за чертой бедности, при этом 15,7 % из них были моложе 18 лет и 15,6 % — в возрасте 65 лет и старше.